# 함평군의 국회의원

## 함평군의 역대 국회의원 일람
| 대수         | 이름                            | 소속정당       | 임기                             | 선거구역                         |
| ------------ | ------------------------------- | -------------- | -------------------------------- | -------------------------------- |
| 제1대        | 이성우(李成佑)                  | 무소속         | 1948년 5월 31일~1950년 5월 30일  | 함평군 일원                      |
| 제2대        | 서상국(徐相國)                  | 민주국민당     | 1950년 5월 31일~1954년 5월 30일  | 함평군 일원                      |
| 제3대        | 김의택(金義澤)                  | 무소속         | 1954년 5월 31일~1958년 5월 30일  | 함평군 일원                      |
| 제4대        | 김의택(金義澤)                  | 민주당         | 1958년 5월 31일~1960년 7월 28일  | 함평군 일원                      |
| 제5대 민의원 | 김의택(金義澤)                  | 민주당         | 1960년 7월 29일~1961년 5월 16일  | 함평군 일원                      |
| 제6대        | 정헌조(鄭憲祚)                  | 민주공화당     | 1963년 12월 17일~1967년 6월 30일 | 영광군·함평군 일원               |
| 제7대        | 윤인식(尹仁植)                  | 민주공화당     | 1967년 7월 1일~1971년 6월 30일   | 영광군·함평군 일원               |
| 제8대        | 윤인식(尹仁植)                  | 민주공화당     | 1971년 7월 1일~1972년 10월 17일  | 함평군 일원                      |
| 제9대        | 1973년 3월 12일~1979년 3월 11일 | 민주공화당     | 영광군·함평군·장성군 일원        |                                  |
| 제9대        | 1973년 3월 12일~1979년 3월 11일 | 이진연(李震淵) | 영광군·함평군·장성군 일원        | 신민당                           |
| 제10대       | 김재식(金在植)                  | 민주공화당     | 영광군·함평군·장성군 일원        | 1979년 3월 12일~1980년 10월 27일 |
| 제10대       | 이진연(李震淵)                  | 신민당         | 영광군·함평군·장성군 일원        | 1979년 3월 12일~1980년 10월 27일 |
| 제11대       | 조기상(曺淇相)                  | 민주정의당     | 영광군·함평군·장성군 일원        | 1981년 4월 11일~1985년 4월 10일  |
| 제11대       | 이원형(李沅衡)                  | 신정당         | 영광군·함평군·장성군 일원        | 1981년 4월 11일~1985년 4월 10일  |
| 제12대       | 조기상(曺淇相)                  | 민주정의당     | 영광군·함평군·장성군 일원        | 1985년 4월 11일~1988년 5월 29일  |
| 제12대       | 이진연(李震淵)                  | 민주한국당     | 영광군·함평군·장성군 일원        | 1985년 4월 11일~1988년 5월 29일  |
| 제13대       | 서경원(徐敬元)                  | 평화민주당     | 1988년 5월 30일~1990년 8월 24일  | 함평군·영광군 일원               |
| 제13대       | 이수인(李壽仁)                  | 평화민주당     | 1990년 11월 12일~1992년 5월 29일 | 함평군·영광군 일원               |
| 제14대       | 김인곤(金仁坤)                  | 민주당         | 1992년 5월 30일~1996년 5월 29일  | 함평군·영광군 일원               |
| 제15대       | 김인곤(金仁坤)                  | 새정치국민회의 | 1996년 5월 30일~2000년 5월 29일  | 함평군·영광군 일원               |
| 제16대       | 이낙연(李洛淵)                  | 새천년민주당   |                                  | 함평군·영광군 일원               |
| 제17대       | 이낙연(李洛淵)                  | 새천년민주당   | 2004년 5월 30일~2008년 5월 29일  | 함평군·영광군 일원               |
| 제18대       | 이낙연(李洛淵)                  | 통합민주당     | 2008년 5월 30일~2012년 5월 29일  | 함평군·영광군·장성군 일원        |
| 제19대       | 이낙연(李洛淵)                  | 민주통합당     | 2012년 5월 30일~2014년 5월 15일  | 담양군·함평군·영광군·장성군 일원 |
| 제19대       | 이개호(李介昊)                  | 새정치민주연합 | 2014년 7월 31일~2016년 5월 29일  | 담양군·함평군·영광군·장성군 일원 |
| 제20대       | 이개호(李介昊)                  | 더불어민주당   | 2016년 5월 30일~2020년 5월 29일  | 담양군·함평군·영광군·장성군 일원 |
| 제21대       | 이개호(李介昊)                  | 더불어민주당   | 2020년 5월 30일~2024년 5월 29일  | 담양군·함평군·영광군·장성군 일원 |
| 제22대       | 이개호(李介昊)                  | 더불어민주당   | 2024년 5월 30일~                 | 담양군·함평군·영광군·장성군 일원 |

## 같이 보기
- 영광군의 국회의원
- 장성군의 국회의원
- 담양군의 국회의원
- 함평군·영광군
- 함평군·영광군·장성군
- 담양군·함평군·영광군·장성군